# Gongshan
Gongshan (en chino, 贡山; pinyin, Gòngshān, léase Kong-Shan) es un condado autónomo bajo la administración directa de la prefectura autónoma de Nujiang. Se ubica al oeste de la provincia de Yunnan, sur de la República Popular China. Su área es de 4382 km² y su población total para 2020 superó los 38 mil habitantes.

## Toponimia
El nombre Gongshan es un aféresis para los Montes Gaoli-Gong; Gong (贡) y Shan (山 'monte') que atraviesa su territorio y lo divide en dos partes.
Como las otras regiones autónomas, se caracteriza por estar asociada a un grupo étnico minoritario, en este caso, los derung y los nu. La región recibió la condición de "autónomo" cuando se estableció el Condado autónomo derung y nu de Gongshan en octubre de 1956.

## Administración
El condado autónomo de Gongshan se divide en 5 pueblos que se administran en 2 poblados y 3 villas.